# Homalium ramosii
Homalium ramosii är en videväxtart som beskrevs av Merrill. Homalium ramosii ingår i släktet Homalium och familjen videväxter. Inga underarter finns listade i Catalogue of Life.